# Світлані Георгій Данилович
Георгій Данилович Світлані (справжні ім'я та прізвище — Григорій Піньковський; (3 лютого 1895 , Свічківка, Пирятинський повіт, Полтавська губернія, Російська імперія  — 20 березня 1983 , Москва )) — радянський актор кіно та естради. У дитинстві був юнгою на імператорській яхті «Штандарт» та товаришем за іграм цісаревича Олексія.

## Біографія
Григорій Піньковський народився 3 лютого 1895 року в бідній селянській родині в селищі Свічківка Полтавської губернії. Батько віддав сина в п'ятирічному віці на виховання в школу юнг при Санкт-Петербурзькому Гвардійському екіпажі. Там за зразкову поведінку, старанність і успіхи в навчанні, а також за «ангельський голос» хлопчика визначили на літню службу на улюблену яхту Миколи II «Штандарт». У 1907—1908 роках плавав на «Штандарті» з імператорською родиною, був приставлений до спадкоємця престолу Олексія (якому було тоді три-чотири роки) для ігор, проводив багато часу в товаристві царських дітей.
Історії Григорія Даниловича про царську сім'ю передавалися з вуст в уста. Актор не приховував свого минулого і дуже смішно згадував про те, як спадкоємець престолу Олексій не їв, не спав і не грався, якщо поруч не було юнги Гриньки Піньковського. Інтриги царського двору перервали спілкування селянського сина з Його Імператорською Високістю досить швидко, Гринька прослужив на «Штандарті» всього два роки.
1911 року Піньковський закінчив Школу юнг Гвардійського екіпажу, 1914 року — Імператорські курси диригентів, 1922 року — ГІТІС імені Луначарського (за рекомендацією В. Меєргольда).
До революції Піньковський грав на скрипці в оркестрі, служив регентом, викладав танці, а 1918 року вийшов на драматичну сцену. У 1918—1919 роках він — актор Червоноармійського театру в Глазові Вятської губернії, в 1919—1920 роках — театру в Кірсанові Тамбовської губернії, в 1920—1923 роках — Московського театру Революційної сатири, 1-го Пересувного театру мініатюр, в 1923—1939 роках — Театру естради.
У серпні 1925 року на гастролях у Швеції отримав лист від дружини про народження доньки Світлани (8 серпня 1925 — 5 листопада 2023). Відтоді актор узяв псевдонім «Свєтлані».
Помер 20 березня 1983 року в Москві на 89-му році життя, похований у Москві на Ваганьківському цвинтарі (діл. № 16), поряд з дружиною.

## Родина
- Дружина — Аполлінарія Фадіївна Піньковська (1893—1968)[1][2]. Похована в Москві на Ваганьківському цвинтарі (діл. № 16).

- Дочка — Світлана Григорівна Піньковська (8 серпня 1925 — 5 листопада 2023)[3]. Закінчила Музично-театральне училище імені Глазунова в 1949 році, потім отримала диплом ГІТІСа. Після цього була актрисою естрадного театру «Ермітаж», працювала в Московському театрі транспорту, потім — у Москонцерті. Також виступала із жіночим естрадним оркестром, де її знали під сценічним псевдонімом «Світланова». Була викладачем музики[3].
- Правнучка — Серафима (нар. 1993)[3].

## Кіно
Зйомки в першому ж фільмі — «Діло Артамонових» — збіглися з першим днем німецько-радянської війни. Георгій Світлані виїхав з кіностудією в евакуацію і продовжував зніматися. Його хоча б по разу запросили багато радянських режисерів, але більше за інших кликав Григорія Даниловича Леонід Гайдай. У «Кавказькій полонянці», наприклад, Світлані навіть немає в титрах, але епізод із ним пам'ятають усі. Боягуз, Бовдур і Бувалий підходять до пивної бочки і починають передавати один одному кухоль пива, причому герой Віцина за інерцією пхає його далі — п'яному дідусеві, що виходить із кущів…
Головну роль Георгій Світлані зіграв лише один раз — у фільмі «Спорт, спорт, спорт». Його легендарний масажист упродовж усієї картини розповідає неймовірні байки і є стрижнем усієї документально-ігрової оповіді. В останньому фільмі, де він знявся, «ТАРС уповноважений заявити...», до нього звертаються майже за власним ім'ям та по батькові, Георгій Данилович, хоча в літературному першоджерелі його персонаж зветься Ігнатієм Васильовичем.

## Пам'ять
У 2015 році вийшов документальний фільм «Товариш його високості» (автор сценарію та режисер — Сергій Капков), присвячений долі Георгія Світлані.

## Фільмографія
- 1941 — Діло Артамонових — Борис Морозов
- 1941 — Свинарка і пастух — листоноша
- 1942 — Машенька — дядя Вася
- 1942 — Котовський — Феденька
- 1942 — Вбивці виходять на дорогу
- 1943 — Білоруські новели — дід Андрон, партизан («Бджілка»)
- 1943 — Повітряний візник — Сєня-флейтист
- 1943 — Актриса
- 1945 — Близнюки — продавець
- 1946 — Неспокійне господарство — Сороконожкін
- 1949 — Кубанські козаки — конюх
- 1954 — Чемпіон світу
- 1954 — Анна на шиї — чиновник
- 1954 — Вірні друзі — епізод
- 1956 — На підмостках сцени
- 1957 — Справа була у Пенькові — Федір Петрович Уткін
- 1957 — Борець і клоун — скрипаль
- 1958 — Капітанська дочка — писар
- 1958 — Сорока-злодійка
- 1958 — Вітер
- 1959 — Як посварився Іван Іванович з Іваном Никифоровичем — Антон Прокопович Голопуз
- 1961 — Біля крутого яру — Гурей
- 1961 — Людина йде за сонцем — перехожий з вудками
- 1962 — Третій тайм
- 1963 — Коли козаки плачуть — Сашко
- 1964 — Весняні турботи — дядя Міша
- 1964 — Непрошена любов — дід-станичник
- 1965 — Тридцять три — Митрич, працівник заводу безалкогольних напоїв
- 1965 — Дайте книгу скарг — старий скрипаль у ресторані «Кульбабка»
- 1965 — Герой нашого часу — служивий
- 1965 — Ми, російський народ — інвалід
- 1966 — Королівська регата — дідусь Олени
- 1966 — Людина без паспорта — офіціант у вагоні-ресторані
- 1966 — Кавказька полонянка, або Нові пригоди Шурика — старий біля пивної бочки
- 1967 — Три тополі на Плющисі — епізод
- 1967 — Про дива людські — пастух
- 1968 — Війна і мир — епізод
- 1968 — Діамантова рука — пенсіонер, помічник кербуда
- 1969 — Брати Карамазови
- 1969 — Зінка — дід
- 1970 — Таємниця залізних дверей — дідусь з двома валізами
- 1970 — Спорт, спорт, спорт — дядя Володя, масажист (озвучує Ролан Биков)
- 1970 — Пригоди жовтої валізки — дідусь базіки
- 1970 — Біг — професор з контрабасом
- 1970 — Море у вогні
- 1971 — «Тигри» на льоду — дідусь Зіни та Ігната
- 1972 — Руслан і Людмила — шаман
- 1972 — Інженер Прончатов — старий-мисливець
- 1973 — Безстрашний отаман — станичник
- 1973 — Призначення — Кузьма Степанович
- 1974 — Гончарний круг — дід Олександр
- 1975 — Не може бути! — любитель пива («Губить людей не пиво…»)
- 1975 — Єдина…
- 1975 — Діаманти для диктатури пролетаріату — старий
- 1975 — Ау-у! — дід в маршрутці
- 1976 — Туфлі із золотими пряжками — Ярижка-кочерижка
- 1976 — Вся справа в браті — член приймальної комісії в цирковому училищі
- 1977 — Ходіння по муках — Афанасій Афанасійович, староста
- 1977 — Білий Бім Чорне вухо — фельдшер ветклініки
- 1977 — Фронт за лінією фронту — дідусь
- 1978 — Живіть в радості — дід
- 1979 — Гонка з переслідуванням — дід в придорожньому кафе
- 1979 — Жив-був настроювач — глухуватий дідок
- 1979 — Задача з трьома невідомими — дідок-більярдист
- 1980 — Канікули Кроша — Федосій Вікентійович
- 1980 — Вечірній лабіринт — ліфтер
- 1981 — Циганське щастя — дід
- 1982 — Інспектор ДАІ — перукар
- 1983 — Кохаю. Чекаю. Олена. — старий скрипаль
- 1983 — Ніжний вік — епізод
- 1984 — ТАРС уповноважений заявити... — Георгій Данилович Кузнєцов, ювелір

## Озвучування мультфільмів
- 1978 — Подарунка — Кокованя / текст від автора